# Michael Angelo Batio
Michael Angelo Batio (ur. 12 czerwca 1956 w Chicago) – amerykański gitarzysta, wirtuoz. Zasłynął głównie grą na gitarze dwu- i czterogryfowej (w kształcie litery X). Jest autorem wielu gitarowych technik jak np. granie na krzyż, czy grania naprzemiennego. Wraz z Jimem Gillette założył zespół Nitro a ich największym hitem został utwór „Freight Train”.
Michael Angelo Batio jest autorem techniki „Under-Over”, polegającej na graniu na przemian w stosunku do gryfu (przekładanie ręki pod gryfem i „wycelowanie” w próg).
Michael Angelo został nazwany „najszybszym gitarzystą-shrederem wszech czasów” przez „Guitar One Magazine”. W 2004 roku muzyk został sklasyfikowany na 98. miejscu listy 100 najlepszych gitarzystów heavymetalowych wszech czasów według magazynu Guitar World.
Muzyk jest endorserem instrumentów firmy Dean, która produkuje piętnaście różnych modeli, sygnowanych przez niego gitar. 

## Instrumentarium
Gitary
| - USA Michael Angelo Batio - Trans RED Dean Guitar - USA Michael Angelo Batio - Trans BLUE Dean Guitar - USA Michael Angelo Batio - Trans BLACK Dean Guitar - USA Michael Angelo Batio - GN LIMITED RUN 50 PC Dean Guitar - Michael Batio Rocket Metallic Silver W/C Dean Guitar - Michael Batio MAB7X 7 String - CBK Dean Guitar - Michael Batio MAB7 7 String WARRIOR W/C Dean Guitar - Michael Batio MAB4 - GAUNTLET Dean Guitar |  | - Michael Batio MAB3 FLAME TOP - Trans RED Dean Guitar - Michael Batio MAB3 FLAME TOP - Trans BLK Dean Guitar - Michael Batio MAB3 - SILVER BURST Dean Guitar - Michael Batio MAB3 - Classic White Dean Guitar - Michael Batio MAB3 - Classic Black Dean Guitar - Michael Batio MAB1 - Speed of Light W/C Dean Guitar - Michael Batio MAB1 - Armored Flame W/C |

## Dyskografia
Albumy solowe
- No Boundaries (1995)[6]
- Holiday Strings (1996)[7]
- Planet Gemini (1997)[8]
- Tradition (1999)[9]
- Lucid Intervals and Moments of Clarity (2000)[10]
- Lucid Intervals and Moments of Clarity part 2 (2004)[11]
- Hands Without Shadows (2005)[12]
- 2 X Again (2007)[13]
- Hands Without Shadows 2: Voices (2009)[14]
- Intermezzo (2013)[15]
- Shred Force 1: The Essential Michael Angelo Batio (2015)[16]
- Soul in Sight: Michael Angelo Batio and Black Hornets (2016)
- More Machine Than Man (2021)